# Olympische Winterspiele 1964
| Medaillenspiegel               | Medaillenspiegel   | Medaillenspiegel | Medaillenspiegel | Medaillenspiegel | Medaillenspiegel |
| Platz                          | Land               | G                | S                | B                | Ges.             |
| ------------------------------ | ------------------ | ---------------- | ---------------- | ---------------- | ---------------- |
| 1                              | Sowjetunion        | 11               | 8                | 6                | 25               |
| 2                              | Österreich         | 4                | 5                | 3                | 12               |
| 3                              | Norwegen           | 3                | 6                | 6                | 15               |
| 4                              | Finnland           | 3                | 4                | 3                | 10               |
| 5                              | Frankreich         | 3                | 4                | –                | 7                |
| 6                              | Deutschland        | 3                | 3                | 3                | 9                |
| 7                              | Schweden           | 3                | 3                | 1                | 7                |
| 8                              | Vereinigte Staaten | 1                | 2                | 3                | 6                |
| 9                              | Kanada             | 1                | 1                | 1                | 3                |
| 10                             | Niederlande        | 1                | 1                | –                | 2                |
| Vollständiger Medaillenspiegel |                    |                  |                  |                  |                  |

Die Olympischen Winterspiele 1964 (auch IX. Olympische Winterspiele genannt) wurden vom 29. Jänner bis 9. Februar 1964 in der österreichischen Stadt Innsbruck ausgetragen.

## Wahl des Austragungsortes
Nachdem sich Innsbruck bereits für 1960 beworben hatte und bei der 51. Session des IOC Squaw Valley unterlagen war, konnte es sich bei der 55. IOC-Session am 26. Mai 1959 in München in einem einzigen Wahlgang gegen Calgary und Lahti durchsetzen, wobei letztere deshalb ganz durchfielen, da die Voraussetzungen nicht voll erfüllt waren.
Ergebnisse des Wahlgangs:
| Ort       | Land       | Wahlgang |
| --------- | ---------- | -------- |
| Innsbruck | Österreich | 49       |
| Calgary   | Kanada     | 16       |
| Lahti     | Finnland   | 0        |

## Vorolympische Spiele

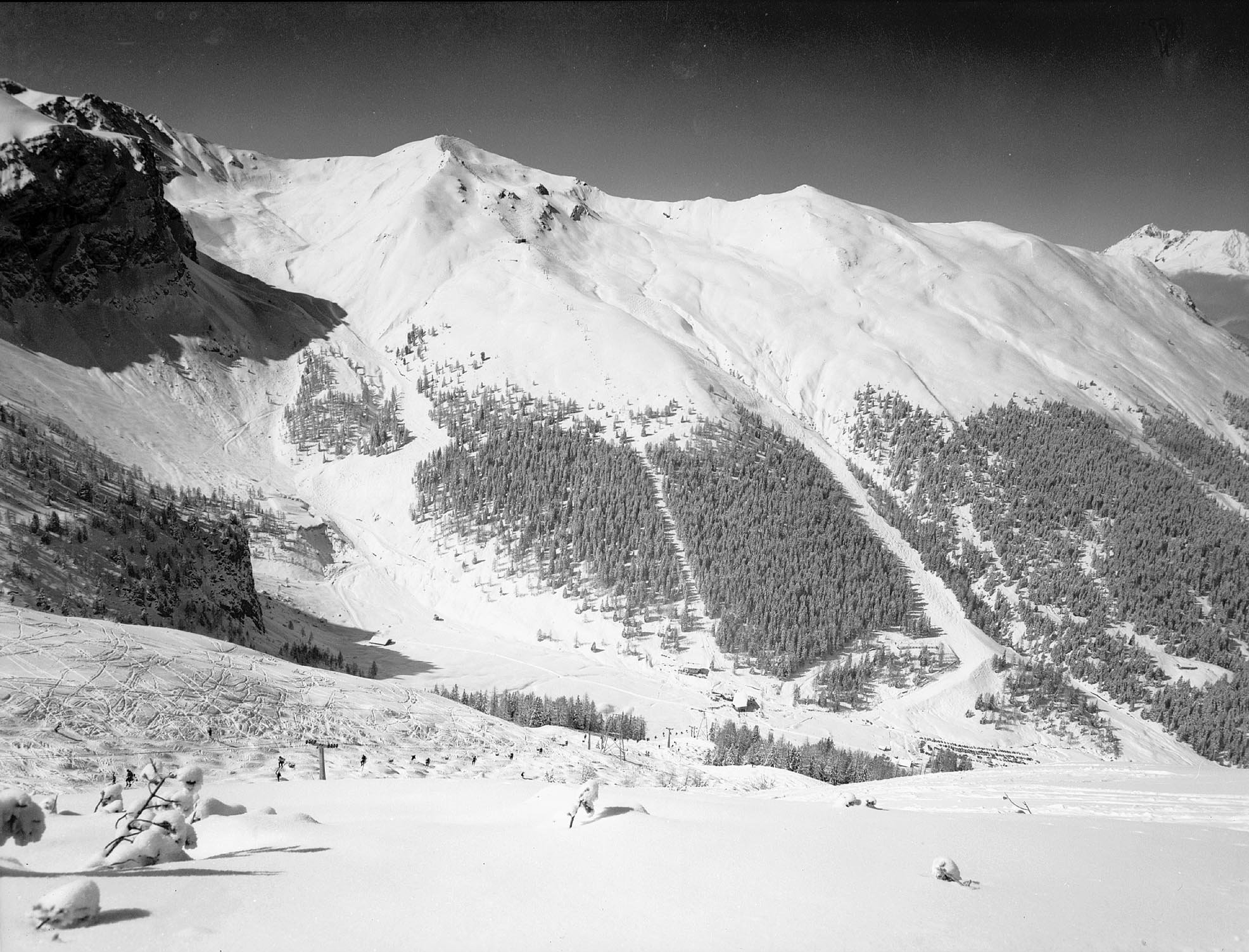
Axamer Lizum (1963)

1963 wurden in Seefeld (zwischen 30. Jänner und 3. Februar) nordische und auf den alpinen Rennstrecken am Patscherkofel und in der Axamer Lizum (zwischen 15. und 17. Februar) Vorolympia-Bewerbe durchgeführt.
Den 30-km-Langlaufbewerb holte sich am 30. Januar Einar Østby, den 10-km-Langlauf der Damen am 31. Januar gewann Alewtina Koltschina. Am 31. Januar/1. Februar gab es auch die Nordische Kombination: Laufsieger: wurde Horst Möhrwald (FRG) vor Alois Kälin und Enzo Perrin (ITA), Sprungsieger Georg Thoma vor Erkka Luiro (FIN) und Willi Köstinger, womit im Endklassement Thoma vor Günter Meinel (GDR) und Tormod Knutsen (NOR) gewann (Rang 6 ging an Köstinger, Rang 15 Kälin, der gestürzt war).
Am 2. Februar gewann der Italiener Marcello De Dorigo vor Lars Olsson (SWE) und Reidar Hjermstad (NOR) den 15-km-Langlauf, die 3 × 5-km-Staffel der Damen brachte einen Sowjeterfolg vor Schweden, GDR und einer internationalen Mannschaft. Letztlich gab es am 3. Februar Spezialskispringen mit keiner überragenden Beteiligung: Sieg Akemi Taniguchi (JAP) vor Rainer Dietel (AUT).
Die alpinen Bewerbe begannen mit dem Damenslalom am 15. Februar in der Lizum, wobei Edith Zimmermann mit 2,94 s Vorsprung auf Heidi Biebl gewann, da aber mehr als die Hälfte der Teilnehmerinnen scheiterte, wurde diese Generalprobe zur Farce, es war vorsichtiges, defensives Fahren gefragt gewesen.
Das Hauptaugenmerk galt der Abfahrt am 16. Februar am Patscherkofel, wo Jos Minsch mit Nr. 22 einen dreifachen österreichischen Erfolg (Nenning, Schranz, Zimmermann) verhinderte, die Franzosen hingegen ihren momentanen Ruf als Abfahrer nicht zu verbessern vermochten. Es wurde über starken Windeinfluss am Starthang geklagt.
Am Schlusstag wurden noch die Damenabfahrt und der Herrenslalom ausgetragen, womit auch die Kombinationsentscheidungen fielen. Bei den Herren lauteten die Resultate: Slalom: Nenning, Bonlieu, Schranz, Adolf Mathis und Kombination Nenning, Schranz, Zimmermann, Lacroix, Adalbert Leitner, Ludwig Leitner (beide FRG); Rang 8 Senoner, 9. Périllat, 12. Georg Grünenfelder.
Bei den Damen gewann Christl Haas die Abfahrt vor Henneberger, Christl Staffner; Rang 5: Christine Goitschel, 6 Annie Famose, 12 Fernande Bochatay; die Kombination ging an Edith Zimmermann vor Biebl, Pia Riva; Rang 6 Silvia Zimmermann (SUI).

### Eröffnung

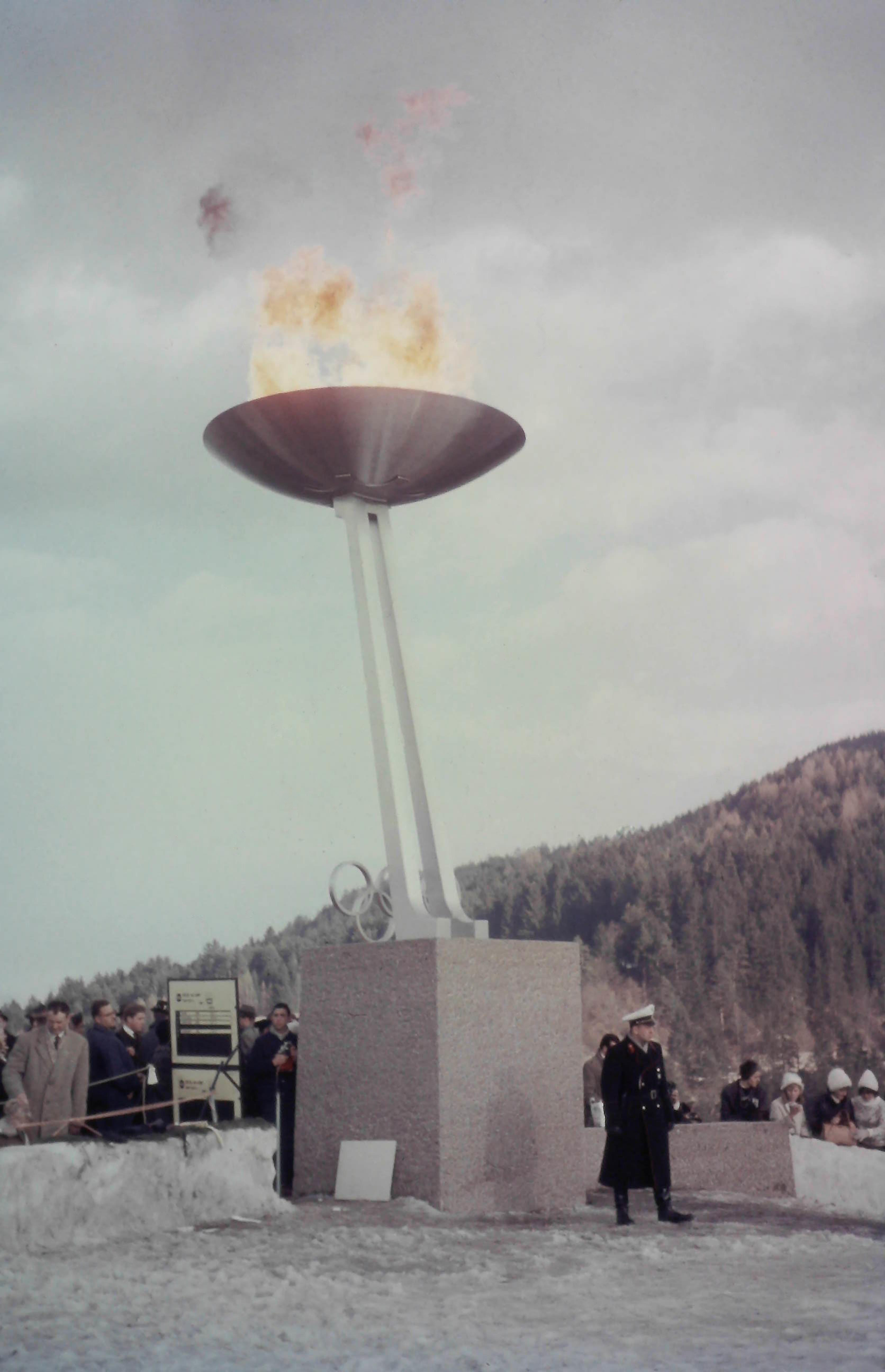
Olympisches Feuer der Winterspiele in Innsbruck (1964)

Die Winterspiele wurden gegen Mittag (lt. Zeitungsmeldung um 11.50 Uhr) des 29. Jänner 1964 durch den österreichischen Bundespräsidenten Adolf Schärf im Bergisel-Stadion feierlich eröffnet. Unter den Ehrengästen befanden sich auch der Schah von Persien, Mohammad Reza Pahlavi, mit Kaiserin Farah Diba.
Zunächst waren die teilnehmenden Nationen, Gastgeber Österreich mit Fahnenträgerin Regine Heitzer als letzte, einmarschiert. Der österreichische Unterrichtsminister Heinrich Drimmel begrüßte in seiner Funktion als Präsident des Österreichischen Olympischen Komitees die Anwesenden und bat für eine Schweigeminute für die zwei bei den Trainings tödlich verunglückten Sportler.
Der Präsident des Internationalen Komitees, Avery Brundage, ersuchte den Bundespräsidenten um die Eröffnung, welche dieser daraufhin vornahm. Danach wurde die sogenannte Oslo-Fahne von sechs amerikanischen Sportlern und dem Bürgermeister von Squaw Valley ins Stadion gebracht. Den olympischen Eid sprach Rennrodler und Bobfahrer Paul Aste. Die olympische Fackel wurde vom alpinen Skirennläufer Josef Rieder entzündet. Er war das letzte Glied in der Kette, denn die Fackel war ihm von Christl Staffner überreicht worden, nachdem sie vom ehemaligen Olympiasieger in Eiskunstlauf, Karl Schäfer, nach Innsbruck gebracht worden war.
Die Eröffnungsfeier wurde durch die Klänge der Wiener Philharmoniker unter Karl Böhm gestaltet, wobei die 7. Sinfonie von Ludwig van Beethoven und die 40. Sinfonie von Wolfgang Amadeus Mozart intoniert wurden.

### Schlussfeier
Die Schlussfeier fand am 9. Februar um 21 Uhr statt.

### Teilnahme Deutschlands
Beide deutsche Staaten nahmen, wie schon vier Jahre zuvor, als gesamtdeutsche Mannschaft teil.
Hinsichtlich der beiden deutschen Mannschaften wurde schon vor den Spielen ein genaues Protokoll erstellt, welches jedes Detail dieser olympischen Koexistenz regelte. Selbst für die Eröffnungszeremonie waren genaue Uniformvorschriften geschaffen worden. Um auch auf Ostproduktionen hinzuweisen, hatte die gesamtdeutsche Mannschaft samt dem Chef de Mission, Adolf Heine (Bankdirektor aus Stuttgart), mit grauen Pelzmützen statt mit leichten Jägerhüten einzumarschieren – hinter ihm war Manfred Ewald, der Präsident des „Deutschen Turn- und Sportbundes der DDR“ und FdJ-Führer. Auch die Siegerehrung im Herrenrennrodeln verlief nicht ganz nach den Abmachungen: Während Bronzegewinner Plenk den rot-schwarzen Pullover der gesamtdeutschen Mannschaft trug, paradierten Kohler und Bonsack in Schwarz. Die westdeutschen Journalisten bezeichneten dies als «Heckenschützentaktik», die Stehplatzbesucher (mehr als 50 % westdeutsche Schlachtenbummler) stimmten nach der offiziellen Hymne (Beethovens «Lied an die Freude») ihr «Deutschland über alles» an.

## Herausragende Sportler
Lidija Skoblikowa aus der Sowjetunion gewann alle vier Eisschnelllaufwettbewerbe der Frauen. Sie wurde damit die erste Sportlerin, die vier Medaillen innerhalb einer Winterolympiade gewann. Drei Medaillen gewannen die sowjetische Skilangläuferin Klawdija Bojarskich und der finnische Skilangläufer Eero Mäntyranta.

## Erwähnenswertes

### Sportliche Aspekte
- Diese Olympischen Winterspiele litten unter akutem Schneemangel. Das österreichische Bundesheer brachte 20.000 Eisblöcke zu den Bob- und Rodelbahnen sowie 40.000 m³ Schnee für die alpinen Skistrecken. Der Föhn war seit dem 2. Februar über Innsbruck und das Inntal hereingebrochen, die Bob- und Rodelbahnen „schwammen“ davon. Es war fraglich, ob die Bewerbe zu Ende geführt werden konnten. Es gab überhaupt erstmals Rodelbewerbe. Die Rennen wurden teilweise für 7:30 Uhr angesetzt, da die Bahnen zu diesem Zeitpunkt möglicherweise noch gefroren waren; allerdings blieb zu diesem Zeitpunkt das Publikum praktisch aus. Die internationale Jury war auch zu Kompromissen bereit, hätte auch bei weniger als den vorgesehenen Läufen diese als gültiges Resultat anerkannt. Bei den Doppelsitzern waren offensichtlich auch vier Läufe, der erste am Morgen des 7. Februar, geplant. Im Zielschuss der Bobbahn stand zentimeterhoch Wasser.[21][22][23] Wider Erwarten gab es vom 3. auf 4. Februar einen merklichen Temperatursturz, wodurch die Bewerbe „gerettet“ waren.[24]
- Indien (mit nur einer Person, einem Exil-Polen, der Sportler und Delegationschef in einer Person war), Nordkorea und die Mongolei waren erstmals bei Olympischen Winterspielen dabei.
- Bobfahrer Eugenio Monti verhalf den Briten Anthony Nash und Robin Dixon zum Olympiasieg, indem er ihnen ein Ersatzteil lieh; die Italiener selbst wurden Dritte. Monti war der Erste, dem die De Coubertin-Medaille für Sportlichkeit überreicht wurde.
- Den US-Herren gelangen durch Billy Kidd (Silber) und Jimmy Heuga (Bronze), jeweils im Slalom, erstmals Medaillen im alpinen Skisport (sowohl auf olympischer Ebene als auch bei Weltmeisterschaften), während Jean Saubert bei den Damen bereits die siebte und achte olympische alpine Skimedaille und zugleich zehnte und elfte Weltmeisterschaft-Medaille für das US-Team gewann.
- Nach den Olympischen Spielen musste das deutsche Eiskunstlaufpaar Marika Kilius und Hans-Jürgen Bäumler seine Silbermedaillen zurückgeben, da es vor den Spielen einen Profivertrag unterschrieben hatte. Erst 1987 erhielten die beiden ihre Medaillen zurück.
- Einige Tage vor der Eröffnung verloren zwei Sportler beim Training ihr Leben. Auf der Abfahrtspiste am Patscherkofel stürzte Ross Milne und raste gegen einen Baum abseits der Piste. Dabei zog er sich so schwere Verletzungen zu, dass trotz sofortiger Überstellung in das Landeskrankenhaus Innsbruck nur mehr sein Tod festgestellt werden konnte. Der britische Rodler Kazimierz Kay-Skrzypeski verunglückte bei einer Trainingsfahrt auf der Bob- und Rodelbahn in Igls tödlich.
- Die genannte Rennstrecke am Patscherkofel wurde am 25. Januar 1953 erstmals erprobt.[25]
- Die französischen Schwestern Marielle und Christine Goitschel gewannen sowohl Riesenslalom (hier Marielle vor Christine) als auch Slalom (nun umgekehrt, Christine vor Marielle), wobei auch mit Jean Saubert dieselbe Läuferin in die Medaillenränge kam. Erstmals gab es bei einer Alpin-Konkurrenz der Damen, dem Abfahrtslauf, mit Österreich ein dreifaches Podium für eine Nation.
- Barbi Henneberger (Barbara Henneberger) hatte im Hinblick auf die Olympischen Spiele auf jede Beteiligung an Rennen verzichtet, was sich aber als negativ herausstellte, denn sie hatte damit innerhalb weniger Wochen auch den Anschluss zur Weltspitze verpasst.[26]
- Die Schweiz blieb erstmals ohne Medaille.[27]
- In den Alpinbewerben gab es erstmals die Zeitmessung mit Hundertstelsekunden. Eine solche hatte es allerdings schon bei den später annullierten Weltmeisterschaften von 1941 gegeben, jedoch sind die Laufzeiten der Bewerbe nach dem Krieg, ausgenommen 1954, weiterhin wieder mit Zehntelsekunden belassen worden. Die Zeitmessung aller Bewerbe erfolgte durch das „elektronische IBM-Rechenzentrum“ (siehe Faksimile des Rennergebnisses der Damenabfahrt lt. Kleine Zeitung Graz Nr. 31 vom 7. Februar 1964, S. 12).

### Organisation
- Das olympische Feuer für die Olympischen Winterspiele 1964 wurde erstmals im antiken Olympia durch einen Hohlspiegel entzündet. Für die Spiele 1952 und 1960 war das Feuer im norwegischen Morgedal, das als Wiege des Skisports gilt, entzündet worden. Das Feuer für Cortina d’Ampezzo 1956 war auf dem Forum Romanum in Rom entfacht worden. Vor 1952 gab es bei Winterspielen keinen olympischen Fackellauf.
- Schon bei der 56. Jahreshauptversammlung der Bezirksstelle Innsbruck des Roten Kreuzes am 28. Juni 1963 wurden die Pläne für die Versorgung vor allem der Zuschauer vorgestellt. Demnach waren für die 86 vorgesehenen Veranstaltungen 76 Rettungswägen und 550 freiwillige Helfer vorgesehen.[28]
- Für den Transport der Wettkampfteilnehmer zu den Sportstätten wurden ausschließlich Busse von Magirus-Deutz verwendet. Das Olympische Komitee vergab die Ausstattung der Olympischen Spiele mit Fahrzeugen an Magirus-Deutz u. a. wegen der Zuverlässigkeit der luftgekühlten Motoren dieses Herstellers bei Kälte. Im Einsatz waren 20 Busse, die im Rahmen der Spiele rund 51.000 Personen über rund 22.000 Kilometer beförderten.
- Die Organisation mit dem Shuttlebusdienst von der Stadt Innsbruck zu den Wettkampfstätten klappte von Beginn an sehr gut. Die Österreichische Post hatte 200 Busse im Einsatz. Ein Glanzstück war ein 7 km langes, neu erbautes Straßenstück von Axams in die Lizum, auf dem, bis zum „Olympiahotel“, nur Postomnibusse verkehren durften. Von hohen Türmen leitete die Gendarmerie mit Sprechfunk die Parkeinteilung. Als erstes wurden am Morgen die ca. 1.200 akkreditierten Pressevertreter transportiert, um diese rechtzeitig in die Skistadien zu bringen, ehe der große Run der Zuschauer sich in Bewegung setzte. Die eingerichteten Kassenstellen waren in der Lage, innerhalb von zwei Minuten einen Großomnibus abzufertigen.[29]
- 850 Polizisten aus ganz Österreich waren für diverse Dienste abgestellt; davon war der Wiener Bezirksinspektor Rudolf Itkovits ein Sprachgenie (zehn Sprachen). Er war für Dolmetscheraufgaben vorgesehen.[30]
- Die Nationalhymnen bei den Siegerehrungen wurden durch Stadtkapelle Wilten (Kapellmeister Sepp Tanzer) live gespielt; sie musste 38 Musikstücke einstudieren.[31]
- In den Wiener Schulen durften die Eröffnungsfeier und auch andere Olympiaereignisse via Fernsehen verfolgt werden. Das Unterrichtsministerium hatte einen besonderen Erlass herausgegeben, der die Direktionen dazu ermächtigte, wobei dies „mit der Unterrichtszeit angepasst werden sollte, ohne dass die Schüler allzuweit im Lehrplan zurückbleiben“. Zwar musste sich der Großteil der Schulen mit den Radioübertragungen begnügen, weil es nur in 16 Wiener Schulen (fast ausschließlich Mittelschulen) bereits TV-Geräte gab. 957 Mädchen und 902 Buben der Wiener Schulen durften zudem direkt die Sportgeschehnisse in Innsbruck (und dessen Umgebung) verfolgen.[32]
- Die Schulen in Tirol hatten generell geschlossen, denn jene in Innsbruck (und Umgebung) dienten für die Unterbringung von Personen, die während der Winterspiele angereist waren, um auf irgendeine Weise Arbeiten auszuführen.
- Die Österreichischen Bundesbahnen setzten 398 Sonderzüge von und nach Innsbruck ein.[33] Es waren Sonderzüge von München (über Kufstein), Garmisch (über Scharnitz), Saalfelden (über Kitzbühel), St. Anton/Arlberg und vom Brenner und retour mit Fahrpreisermäßigungen eingerichtet.[34] Am 29. Januar waren 26 Sonderzüge mit 6.500 Reisenden (ohne Verspätung) geführt worden.[35]

### Weitere Fakten
- In Österreich lösten die Spiele einen Massenverkauf von TV-Geräten aus.[36]
- Die TV-Übertragungen waren aus Sicht der Innsbrucker Geschäftsleute ein derartiges „Highlight“, dass in Nebenräumen von Verkaufsläden Fernsehgeräte aufgestellt wurden, damit auch die Angestellten vom Ladenpult aus (in der geschäftsarmen Zeit) durch eine geöffnete Tür Seitenblicke auf die zur Übertragung gelangenden Bewerbe werfen konnten. Am Tag des Herren-Abfahrtslaufes war in vielen Lebensmittelläden die Mittagspause vorverlegt und an der Eingangstür ein Schild mit der Aufschrift „Wegen Abfahrtslauf geschlossen“ angebracht worden.[37]
- Es war auch ein sogenanntes „Ringespiel“ in den Schaufenstern und Verkaufsläden der Olympiastadt festzustellen wie in Gold geprägte olympische Ringe mit einem Preis je nach Größe von 180 bis 9.000 Schilling, Puderdosen mit den Ringen, die „Kern-Buam“ hatten einen „Olympia-Marsch“ auf Schallplatte (Titel: „Innsbruck, du Krone von Tirol“) verewigt. Weiters wurden Krawatten mit dem Olympia-Emblem und als am gängigsten Emailabzeichen für den Rockaufschlag, den Hut oder das Armaturenbrett des Autos angeboten.[38]
- Beschwerden gab es durch Journalisten über den Olympiaverpflegungsdienst und die Preistreiberei. Sowohl die «RAI» als auch das DDR-Fernsehen filmten im Pressespeisessaal und kommentierten diese Filme recht bissig. Daraufhin kündigte sogar Minister Heinrich Drimmel, zugleich Chef des «Österreichischen Olympischen Comités», seine Intervention an und wollte sich von Pressechef Bertl Neumann informieren lassen.[39][40]
- Im viel zitierten „Olympiahotel“ verkehrte vor allem die Prominenz, allem voran das an erster Stelle im Publikumsinteresse stehende persische Kaiserpaar. (Der Schah durfte, als Funktionär „getarnt“, die Abfahrtsstrecke der Damen hinunterfahren.[41]). Aber auch der Stuttgarter Juwelier Schilling stellte täglich im Rahmen einer Modeschau (Eintrittspreis 150 Schilling) seine Juwelen aus. Im besagten Hotel wurde auch ein „Olympiaball“ (Eintritt 900 Schilling) veranstaltet. Um auch die „Nicht-Lizum-Besucher“ zu informieren, strahlte der Österreichische Rundfunk im Rahmen seiner bekannten Radio-Mittagssendung „Autofahrer unterwegs“ Berichte vom „Olympiahotel“ aus. Dazu hatte Chefmoderator Walter Niesner im Hotelkindergarten ein provisorisches Studio eingerichtet. Auch der Bayerische Rundfunk führte eine ähnliche Sendung mit „Backgroundstories“ durch.[42][43]
- Nebst dem Kaiserpaar gehörte auch der Schweizer Schlagerstar Vico Torriani (er präsentierte hier seinen zu den Spielen passenden neuen Schlager „Ski-Twist“) zu den prominenten ausländischen Gästen.
- Vom Innsbrucker Nachtleben wurde berichtet, dass es so ruhig wie jetzt überhaupt noch nie war. Offensichtlich gingen sowohl Funktionäre als auch Besucher früh zu Bett, weil keiner anderntags etwas versäumen oder unausgeschlafen sein wollte.[44]
- Die Stadt Innsbruck hatte auch ein umfassendes künstlerisches Programm auf höchstem Niveau anzubieten, wobei alle Stadtsaalkonzerte mit 900 Karten ausverkauft waren, bei jenem der Wiener Philharmoniker waren es durch die vermehrte Ausgabe von Stehplatzkarten über 1.100.[45]

## Radio und Fernsehen
Bereits am 6. Juli 1962 nahm das Organisationskomitee das Angebot der Eurovision, die Fernsehrechte für die Übertragung anzukaufen, an. Das OK beschloss gleichzeitig, die Eintrittspreise für alle Veranstaltungen volkstümlich zu halten. Unter Vorsitz des österreichischen Fernsehdirektors Gerhard Freund berieten Sportbeauftragte für Rundfunk und Fernsehen aus England, Frankreich, Italien, Österreich, Schweden und der Bundesrepublik Deutschland am 3. und 4. September 1962 in Wien über die organisatorische Vorbereitung der Eurovisionssendungen.
Von den Spielen übertrugen 21 Radiostationen.
Vom IOC wurden für das TV für die ausländischen Sender 50 Stunden, für das österreichische Fernsehen 100 Stunden (kostenlos) an Übertragungsrechten zugebilligt, wobei es auch noch eine Quote für die Sportarten gab, z. B. 10,10 Stunden für die Alpinewerbe, 6,30 h Stunden für die Nordischen etc. – Die Übertragungsrechte betrugen 1,2 Mio. CHFr, welche an die Eurovision, Intervision, das UdSSR-Fernsehen und die US-Station »American Broadcasting Corporation (ABC)« vergeben wurden.
Als Host-Station wurde das Österreichische Fernsehen beauftragt, nebst diesem durfte nur die US-Station »ABC« an drei Wettkampfstätten (Eis- und Bergisel-Stadion sowie Bobbahn) eigene technische Übertragungs-Einrichtungen installieren. In die USA konnten bereits die Eröffnung und Teile des Eishockeymatches USA gegen Sowjetunion über den neuesten Fernmeldesatelliten „Relay 2“ übertragen werden, wobei die Vermittlung über die in der Bretagne liegende französische Bodenstation Pleumeur-Bodou (Centre de télécommunication par satellite de Pleumeur-Bodou) zur US-Erdstation Andover (Maine) erfolgte. „Relay 2“ war erst eine Woche zuvor (21. Januar) abgeschossen worden.

## Wettkampfprogramm
Es wurden 34 Wettbewerbe (21 für Männer, 12 für Frauen und 1 Mixed-Wettbewerb) in 6 Sportarten/10 Disziplinen ausgetragen. Das waren 7 Wettbewerbe, 2 Sportarten/Disziplinen mehr als in Squaw Valley 1960. Insgesamt waren 1.091 Sportler (199 Damen, 892 Herren) am Start. Nachfolgend die Änderungen zu den vorherigen Winterspielen im Detail:
- Bob war wieder olympisch, nachdem es 1960 nicht ausgetragen wurde.
- Rennrodeln wurde ins olympische Programm aufgenommen. Das Programm umfasste Einsitzer für Männer und Frauen – darüber hinaus Zweisitzer für Männer.
- Im Skilanglauf wurden die 5 km der Frauen hinzugefügt.
- Beim Skispringen erweiterte das Springen von der Großschanze das Programm.

### Olympische Sportarten/Disziplinen
- Biathlon Gesamt (1) = Männer (1)
- Bob Gesamt (2) = Männer (2)
- Eishockey Gesamt (1) = Männer (1)
- Eislauf
  -  Eiskunstlauf Gesamt (3) = Männer (1)/Frauen (1)/Mixed (1)
  -  Eisschnelllauf Gesamt (8) = Männer (4)/Frauen (4)
- Rennrodeln Gesamt (3) = Männer (2)/Frauen (1)
- Skisport
  -  Ski Alpin Gesamt (6) = Männer (3)/Frauen (3)
  - Ski Nordisch
    -  Nordische Kombination Gesamt (1) = Männer (1)
    -  Skilanglauf Gesamt (7) = Männer (4)/Frauen (3)
    -  Skispringen Gesamt (2) = Männer (2)

Anzahl der Wettkämpfe in Klammern

### Zeitplan
| Zeitplan                  | Zeitplan         | Zeitplan              | Zeitplan | Zeitplan | Zeitplan | Zeitplan | Zeitplan | Zeitplan | Zeitplan | Zeitplan | Zeitplan | Zeitplan | Zeitplan | Zeitplan | Zeitplan           |
| Disziplin                 | Disziplin        | Disziplin             | Mi. 29.  | Do. 30.  | Fr. 31.  | Sa. 1.   | So. 2.   | Mo. 3.   | Di. 4.   | Mi. 5.   | Do. 6.   | Fr. 7.   | Sa. 8.   | So. 9.   | Ent- schei- dungen |
| Disziplin                 | Disziplin        | Disziplin             | Januar   | Januar   | Januar   | Februar  | Februar  | Februar  | Februar  | Februar  | Februar  | Februar  | Februar  | Februar  | Ent- schei- dungen |
| ------------------------- | ---------------- | --------------------- | -------- | -------- | -------- | -------- | -------- | -------- | -------- | -------- | -------- | -------- | -------- | -------- | ------------------ |
| Eröffnungsfeier           |                  |                       |          |          |          |          |          |          |          |          |          |          |          |          |                    |
| Biathlon                  | Biathlon         | Biathlon              |          |          |          |          |          |          | 1        |          |          |          |          |          | 1                  |
| Bob                       | Bob              | Bob                   |          |          |          | 1        |          |          |          |          |          | 1        |          |          | 2                  |
| Eishockey 1               | Eishockey 1      | Eishockey 1           |          |          |          |          |          |          |          |          |          |          | 1        |          | 1                  |
| Eislauf                   | Eiskunstlauf     | Eiskunstlauf          | 1        |          |          |          | 1        |          |          |          | 1        |          |          |          | 3                  |
| Eislauf                   | Eisschnelllauf   | Eisschnelllauf        |          | 1        | 1        | 1        | 1        |          | 1        | 1        | 1        | 1        |          |          | 8                  |
| Rennrodeln                | Rennrodeln       | Rennrodeln            |          |          |          |          |          | 2        |          | 1        |          |          |          |          | 3                  |
| Skisport                  | Ski Alpin        | Ski Alpin             |          | 1        |          | 1        | 1        | 1        |          |          | 1        |          | 1        |          | 6                  |
| Skisport                  | Ski Nordisch     | Nordische Kombination |          |          |          |          |          | 1        |          |          |          |          |          |          | 1                  |
| Skisport                  | Ski Nordisch     | Skilanglauf           |          | 1        |          | 1        | 1        |          |          | 2        |          | 1        | 1        |          | 7                  |
| Skisport                  | Ski Nordisch     | Skispringen           |          |          | 1        |          |          |          |          |          |          |          |          | 1        | 2                  |
| Schlussfeier              |                  |                       |          |          |          |          |          |          |          |          |          |          |          |          |                    |
| Demonstrationswettbewerbe |                  |                       |          |          |          |          |          |          |          |          |          |          |          |          |                    |
| Eisstockschießen          | Eisstockschießen | Eisstockschießen      |          |          |          |          |          |          |          |          |          |          | 2        | 2        |                    |
| Entscheidungen            | Entscheidungen   | Entscheidungen        | 1        | 3        | 2        | 4        | 4        | 4        | 2        | 4        | 3        | 3        | 2        | 2        | 34                 |
|                           |                  |                       | Mi. 29.  | Do. 30.  | Fr. 31.  | Sa. 1.   | So. 2.   | Mo. 3.   | Di. 4.   | Mi. 5.   | Do. 6.   | Fr. 7.   | Sa. 8.   | So. 9.   |                    |
| Januar                    | Januar           | Januar                | Februar  | Februar  | Februar  | Februar  | Februar  | Februar  | Februar  | Februar  | Februar  |          |          |          |                    |

Farblegende

## Teilnehmer
| Europa (839 Athleten aus 24 Nationen) | Europa (839 Athleten aus 24 Nationen)                                                                                               | Europa (839 Athleten aus 24 Nationen)                                                                                              |
| --- | --- | --- |
| - Belgien (8) - Bulgarien (7) - Dänemark (2) - Gesamtdeutsche Mannschaft (96) - Finnland (52) - Frankreich (24) - Griechenland (3) - Großbritannien (36) | - Island (5) - Italien (61) - Jugoslawien (31) - Liechtenstein (6) - Niederlande (6) - Norwegen (58) - Österreich (83) - Polen (51) | - Rumänien (27) - Schweden (57) - Schweiz (72) - Sowjetunion (69) - Spanien (6) - Tschechoslowakei (46) - Türkei (5) - Ungarn (28) |
| Amerika (161 Athleten aus 4 Nationen) | | |
| - Argentinien (12) - Chile (5) | - Kanada (55) | - Vereinigte Staaten (89) |
| Asien (89 Athleten aus 7 Nationen) | | |
| - Indien* (1) - Iran (4) - Japan (47) | - Korea, DVR* (13) - Korea, Republik (7) - Libanon (4)                                                                              | - Mongolei* (13) |
| Ozeanien (6 Athleten aus 1 Nation) | | |
| - Australien (6) | | |
| (Anzahl der Athleten) * erstmalige Teilnahme an Winterspielen                                                                                            | | |